# スポーツ×ヒューマン
『スポーツ×ヒューマン』は、NHK BS・NHK総合テレビジョン（再放送）で放送されているスポーツドキュメンタリー番組。

## 概要
2019年4月1日に放送が開始された、スポーツドキュメンタリー番組。国内外の話題のトップアスリート達に密着取材し、その裏側や思いを明らかにする。
2020年東京オリンピックを迎えるにあたり、『スポーツ大陸』→『アスリートの魂』からリニューアルされた。

## 基本放送時間

### 現在
本放送
NHK BS 月曜日 23:25 - 24:10
再放送
NHK 総合テレビ 次週金曜日 1:20 - 2:05（木曜日深夜）

### その他
その他特別な場合、不定期に再放送されることがある。
2020年4月以降は新型コロナウィルス感染症の影響及び2020年東京オリンピックの延期に関連して再放送対応となっていた｡

## エンディングテーマ曲
- エレファントカシマシ「風と共に」

## 放送内容
原則として初回放送として放送されたものを収録・掲載している。

### 補足
1. 1 2 3 4 5 6 7  基本的にBSでの放送日が基準。
2. 1 2 3 4  ディレクター、撮影を兼務。
3. ↑  第41回放送の追加再構成版。